# Una domanda di matrimonio (Bellow)
Una domanda di matrimonio (in originale The Actual) è un romanzo di Saul Bellow, pubblicato nel 1997.

## Trama
Come nella maggior parte delle narrazioni di Bellow, la storia è ambientata a Chicago e ruota attorno alla vita di un gruppo di persone appassionate e ansiose che vivono in città. Harry Trellman, un antiquario, ha stretto amicizia con Sigmund Adletsky, anziano possidente (forse ispirato a Sheldon Adelson), che gli propone di incontrare Amy Wustrin, suo vecchio amore d'infanzia, ora decoratrice e vedova, che Harry non vede da moltissimo tempo. Il tema è quello della durata delle affezioni, che partendo da piccoli non possono essere dismesse. Alla fine del romanzo, mentre al cimitero si sta traslando la bara del marito di lei, lui inaspettatamente si propone.

## Edizioni italiane
- Saul Bellow, Una domanda di matrimonio, traduzione di Vincenzo Mantovani, Milano, Mondadori ("Omnibus"), 1997, ISBN 88-04-42212-2.
- Saul Bellow, Una domanda di matrimonio, traduzione di Vincenzo Mantovani, Milano, Mondadori ("Oscar narrativa" n. 1941), 2007, ISBN 978-88-04-56460-7.